# Jeho temné esence
Jeho temné esence (též Jeho šerá hmota, v originále His Dark Materials) je fantasy trilogie britského spisovatele Philipa Pullmana. Sestává z následujících svazků:
1. Zlatý kompas (též Světla severu)
2. Jedinečný nůž (též Dokonalý nůž)
3. Jantarové kukátko (též Jantarový dalekohled)

Trilogie obsahuje fantasy prvky, jako jsou létající divoženky, démoni, duchové, kouzla nebo medvědí kyrysníci, ale také naráží na fyziku a ideje filozofie či teologie. Knihy série také obsahují velmi silné prvky humanismu, v nějž Pullman věří. Pullman sám sebe popisuje jako ateistu a představuje v příbězích svůj skeptický pohled na náboženství a svět. Trilogie je často viděna jako současně převyprávění a inverze Miltonova Ztraceného ráje. Lidstvo je zde chváleno pro moudrost a vědění, na rozdíl od Miltonova odsouzení.
Vydavatelé se při uvádění zaměřili primárně na mladší čtenáře, ale Pullman se jednoznačně pokoušel oslovit i dospělé.
V dnešní době (2019) se podle trilogie natáčí stejnojmenný seriál.
Trilogie bývá srovnávána např. s Letopisy Narnie.